# Бибинур
«Бибинур» — российская драма 2010 года. Сценарий по мотивам произведений писателя Аяза Гилязова.
Фильм снят в Мамадышском районе, в деревне Алгаево.

## Сюжет
«Бибинур» в переводе с татарского означает «несущая свет», так зовут одинокую старушку, доживающую свой век в глухой заброшенной деревушке. Однажды ночью ей снится странный сон. Как будто бы ей снова пять лет и она идет по тропинке весеннего, утопающего в цветах, сада, неожиданно она видит большое дерево, на котором сидят все её давно умершие родственники — «Бибинур, Бибинур, тебе пора к нам!» — говорят они ей. Проснувшись, Бибинур понимает, что жить ей осталось всего пять дней. Историю этих пяти летних дней и рассказывает этот  фильм-притча.